# Bácskai Györgyi
Bácskai Györgyi (1946 –) magyar ejtőernyős sportoló, ejtőernyős oktató.

## Életpálya
Foglalkozása gépésztechnikus. Az ejtőernyőzés mellett két évig vitorlázógéppel is repül. A B vizsgát követően döntött az ejtőernyőzés mellett.  1962-ben ugrott első alkalommal. 1965-ben túl volt a 396., 1972-ben az 1535. ugráson. 16 csoportos és 2 egyéni megdönthetetlen rekorddal rendelkezik. 1965 óta válogatott kerettag, a női ejtőernyős versenyzők csapatkapitánya.

## Sportegyesülete
- KIM Repülő Klub

## Sporteredmények

### Világbajnokság
- A VIII. Ejtőernyős Világbajnokságot 1968. augusztus 9.  és augusztus 25. között NDK-ban, Lipcsében rendezték, ahol a magyar női csapat további tagjai (Csomós Vera, Paczkó Etelka, Stanek Erzsébet). 
  - az 1000 méteres női csoportos célba ugrásban női válogatottunk ezüstérmet szerzett.
- A IX. Ejtőernyős Világbajnokságot 1970. augusztus 6. és augusztus 20. között Ausztria, Grazban rendezte, ahol a női válogatott összetétele: Stanek Erzsébet, Paczkó Etelka, Csomós Vera és Weisz Éva volt.
- A X. Ejtőernyős Világbajnokságot 1970. augusztus 6. és augusztus 20, Jugoszláviában, a Bledben lévő Lesce repülőtéren rendezték. A női válogatott csapat további tagjai: Merényi Istvánné, Paczkó Etelka, Madarász Éva és Kiss Erzsébet volt.

### Magyar bajnokság
- A XII. Magyar Ejtőernyős Bajnokságot 1965. augusztus 25. és augusztus 31. között Hajdúszoboszlón tartották, ahol
  - az 1000 méteres női egyéni célba ugrásban bronzérmet szerzett
- A XIII. Magyar Ejtőernyős Nemzeti Bajnokságot 1966-ban rendezték.
  - az 1000 méteres női egyéni célba ugrás ezüstérmese,
  - az 1000 méteres késleltetett ugrásban rekorderedményt ugrott,
- A XIV. Magyar Ejtőernyős Nemzeti Bajnokságra 1967. július 23. valamint július 30. között került sor Miskolcon, ahol 
  - az 1000 méteres női egyéni célba ugrásban bronzérmes lett,
- A XVI. Magyar Nemzeti Bajnokságot 1971. augusztus 27. valamint szeptember 2. között Gödöllőn rendezték meg, ahol
  - az 1000 méteres női egyéni célba ugrás ezüstérmese,
  - a 2000 méteres stílusugrás női országos bajnoka,
  - az összetett verseny (stílusugrás, összetett) országos bajnoka,

## Írásai
- Selyemszárnyakon (Ismerkedés az ejtőernyőzéssel) - Aradi András, Bácskai Györgyi, Csomós Vera, Dékán István, Dézsi Gábor - Zrínyi Katonai Kiadó - 1969 - Sport